# Vicious Delicious
Vicious Delicious är det sjätte studioalbumet av psykedelisk trance-duon Infected Mushroom. Albumet släpptes den 26 mars 2007. Omslaget gjordes av David Ho, som senare gjorde ett liknande konstverk för Seethers Finding Beauty in Negative Spaces.
Vicious Delicious har ett något annorlunda sound än andra Infected Mushroom-album. Spåret "Artillery" sammanfattar denna förändring i ljud och är den enda hiphop-låten på albumet. Låten uppvisar även ett nu metal-sound. Resten av albumet innehåller musik som kan beskrivas som en elektronisk hybrid av trance, psychedelic och rock.

## Låtlista
1. "Becoming Insane" (sång Gil Cerezo) - 7:20
2. "Artillery" (feat. Swollen Members) - 4:28
3. "Vicious Delicious" - 7:24
4. "Heavyweight" - 8:41
5. "Suliman" - 6:10
6. "Forgive Me" - 3:29
7. "Special Place" - 6:53
8. "In Front of Me" - 4:29
9. "Eat It Raw" - 6:30
10. "Change the Formality" - 7:44
11. "Before" - 6:56